# KEO (компания)
KEO plc (Greek: Κυπριακή Εταιρία Οίνων, Кипрская винная компания) является крупнейшей компанией по производству напитков на территории республики Кипр, таких как соки, пиво, вино и другие. Также является крупнейшим промышленным работодателем на острове.
Изначально компания занималась производством вина в районе города Лимасола. В 1951 году, при помощи специалистов из Чехословакии, компания начала производить пиво. Позднее ассортимент продукции расширился и сейчас включает десертные вина, бутилированную воду, коньяк, крепкие алкогольные напитки (в том числе кипрскую водку — зиванию), а также соки и консервы.
Наиболее известное вино KEO в России — коммандария. Одной из причин популярности является то, что коммандария используется как вино для богослужений в Русской Православной церкви.
Компания является активным участником на ежегодном винном фестивале Лимасола.
После недавнего вступления Кипра в Европейский Союз, КЕО разработало планы по расширению своей деятельности на континентальную Европу.
Акции компании котируются на Кипрской фондовой бирже.